# Averii Jacques
Averii Jacques (11 april 1972) is een voetbalscheidsrechter uit Frans-Polynesië. Averii Jacques werd in 2007 een scheidsrechter bij de FIFA. Hij floot wedstrijden bij de kwalificatie voor het WK van 2010. Hij floot daarbij de wedstrijd tussen Nieuw-Zeeland en Vanuatu. Ook tijdens de kwalificatie voor het WK van 2014 floot hij wedstrijden.